# Stenbergmania stenognathma
Stenbergmania stenognathma là một loài bướm đêm trong họ Erebidae.